# Květov
Květov är en ort i Tjeckien.   Den ligger i regionen Södra Böhmen, i den centrala delen av landet, 70 km söder om huvudstaden Prag. Květov ligger 442 meter över havet och antalet invånare är 114.
Terrängen runt Květov är platt. Runt Květov är det ganska glesbefolkat, med 31 invånare per kvadratkilometer. Närmaste större samhälle är Písek, 15,9 km sydväst om Květov. Omgivningarna runt Květov är en mosaik av jordbruksmark och naturlig växtlighet.